# Isolaccia
Isolaccia is een plaats (frazione) in de Italiaanse gemeente Valdidentro.

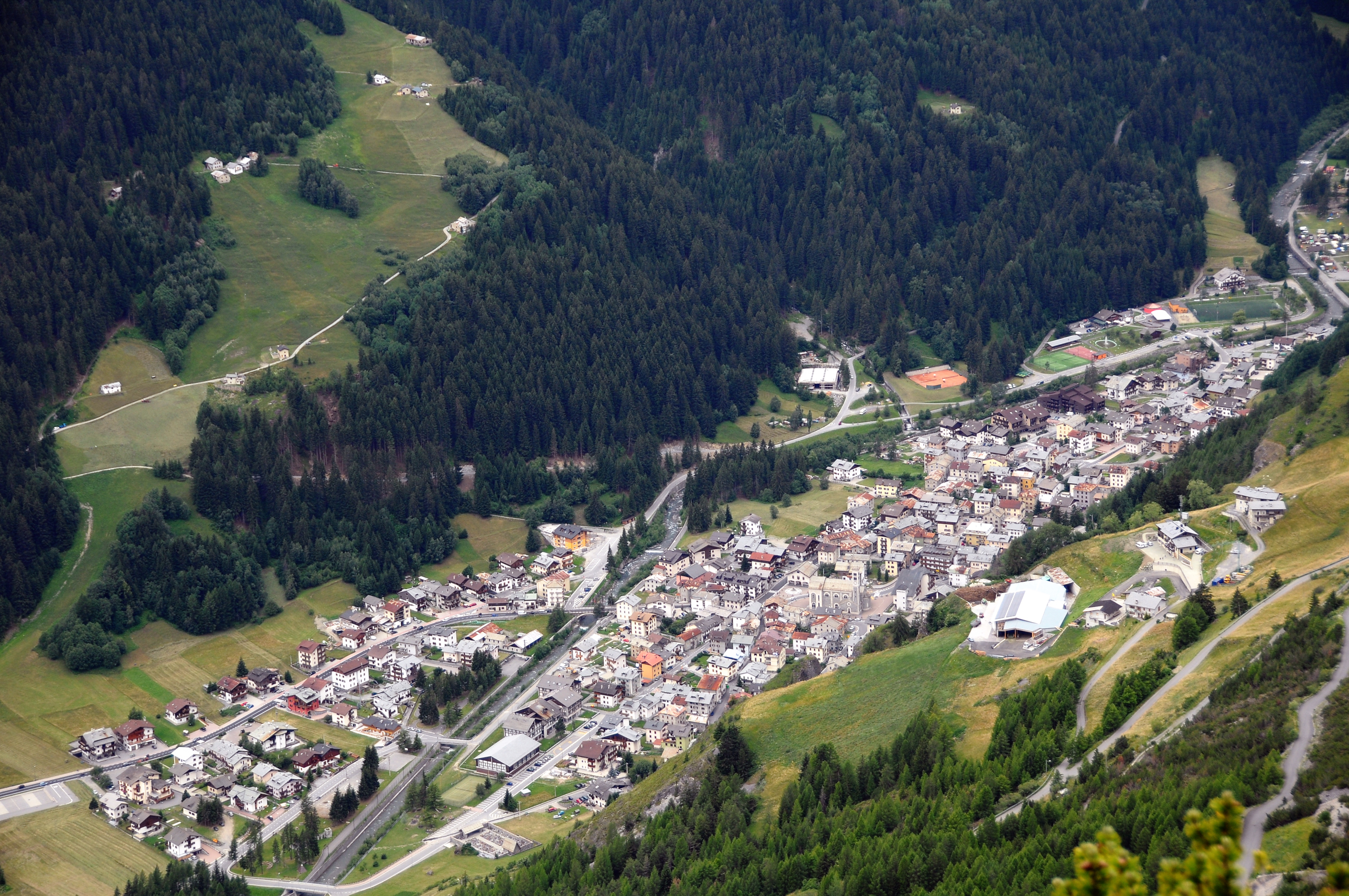